# Дубровное (Ярковский район)
Дубро́вное — село в Ярковском районе Тюменской области России. Административный центр Дубровинского сельского поселения.

## География
Село находится на западе Тюменской области, в пределах Западно-Сибирской низменности, в подтаёжной зоне, на левом берегу реки Тура, на расстоянии примерно 37 км (по прямой) к юго-западу от села Ярково, административного центра района. Абсолютная высота — 54 м над уровнем моря.

### Климат
Климат континентальный с холодной продолжительной зимой и тёплым относительно коротким летом. Средняя температура воздуха самого холодного месяца (января) — −19 °C (абсолютный минимум — −53 °C); самого тёплого месяца (июля) — 18 °C (абсолютный максимум — 34 °С). Продолжительность периода с устойчивыми морозами около 140 дней. Среднегодовое количество атмосферных осадков составляет 400—450 мм, из которых 310 мм выпадает в тёплый период. Продолжительность залегания снежного покрова составляет в среднем 160 дней.

### Часовой пояс
Село Дубровное, как и вся Тюменская область, находится в часовой зоне МСК+2. Смещение применяемого времени относительно UTC составляет +5:00.

## Население
| 2010 |
| ---- |
| 649  |

### Половой состав
По данным Всероссийской переписи населения 2010 года, в половой структуре населения мужчины составляли 45,8 %, женщины — соответственно 54,2 %.

### Национальный состав
Согласно результатам переписи 2002 года, в национальной структуре населения русские составляли 74 % из 616 чел.

## Галерея

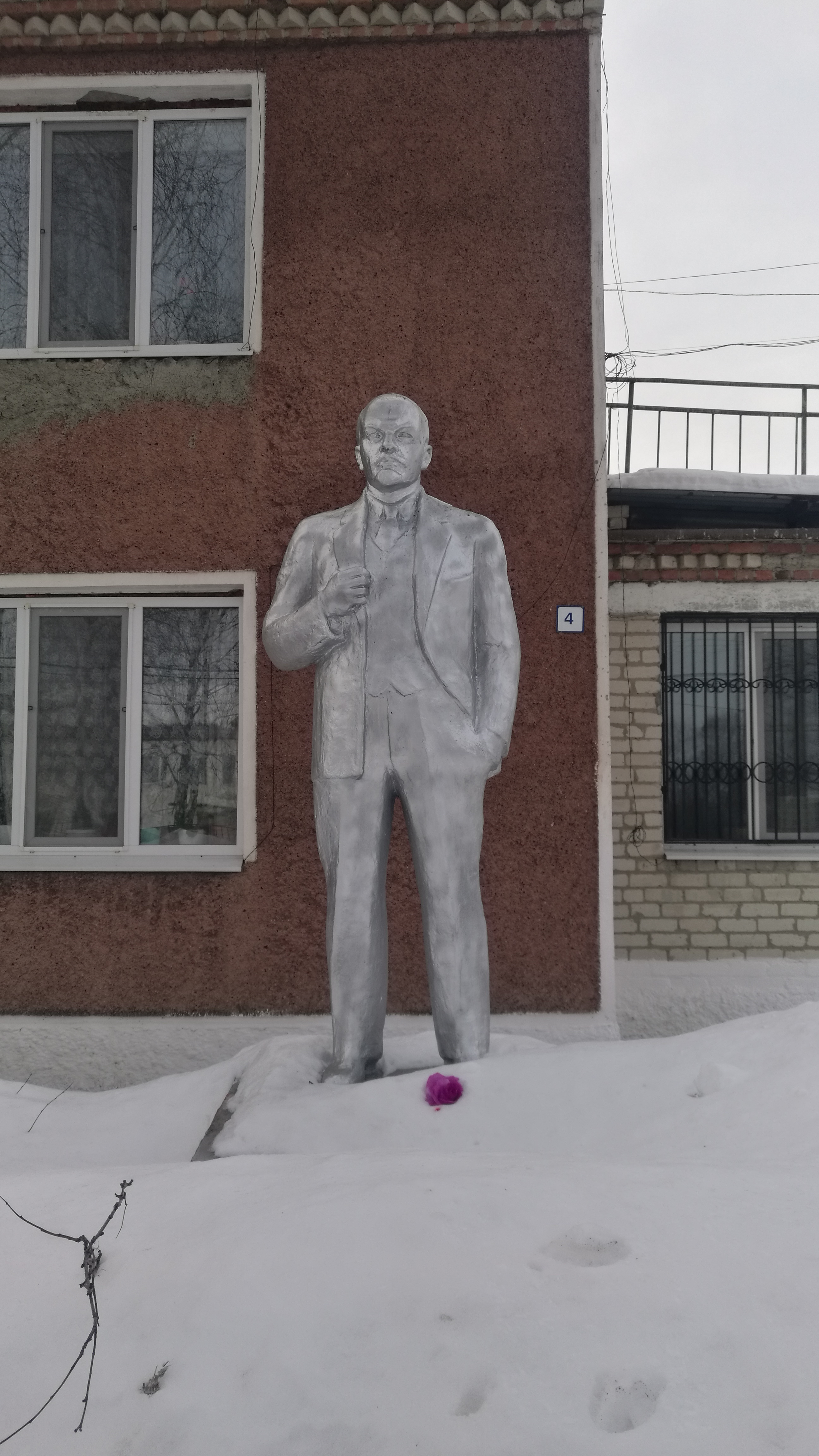
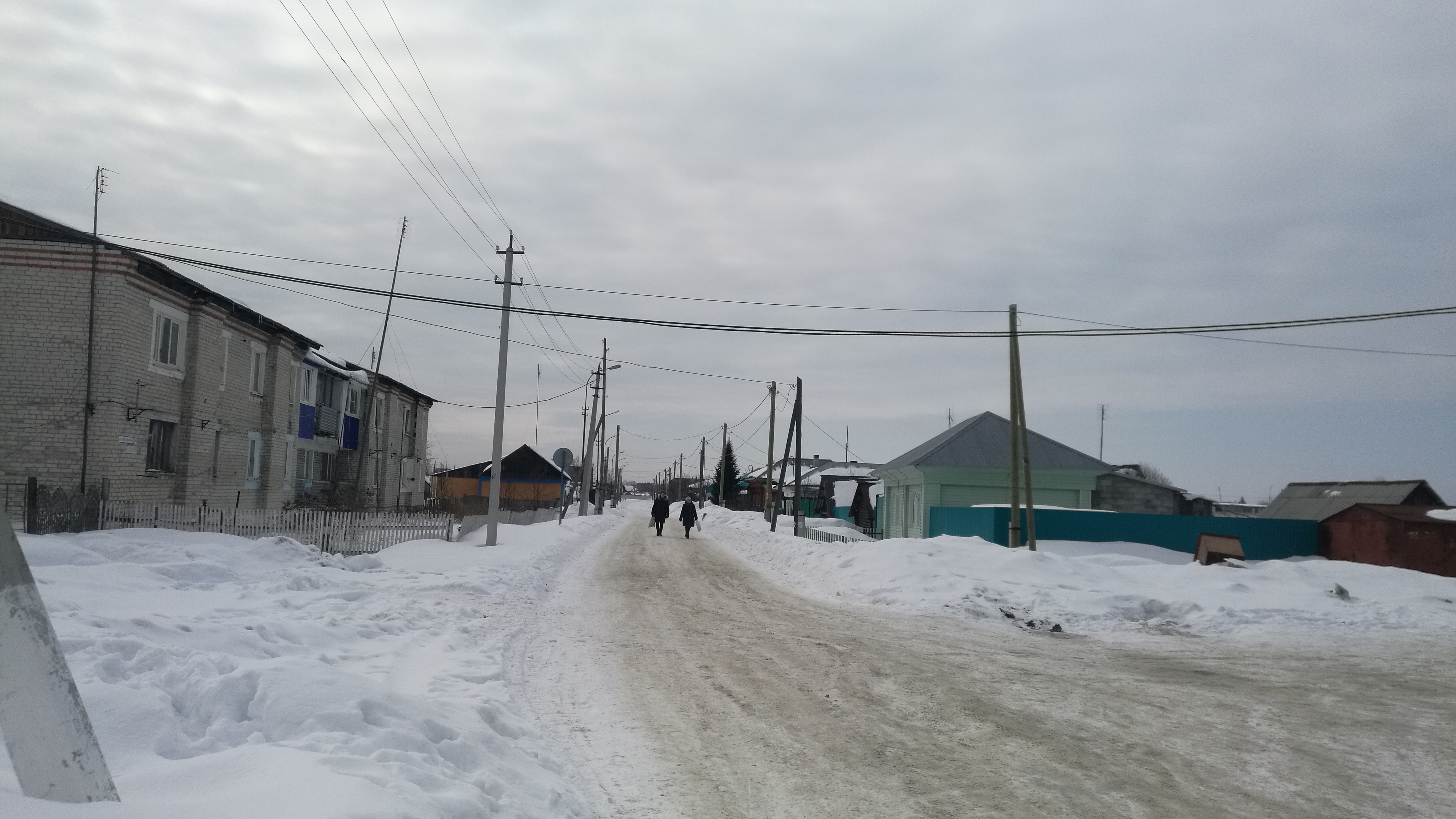
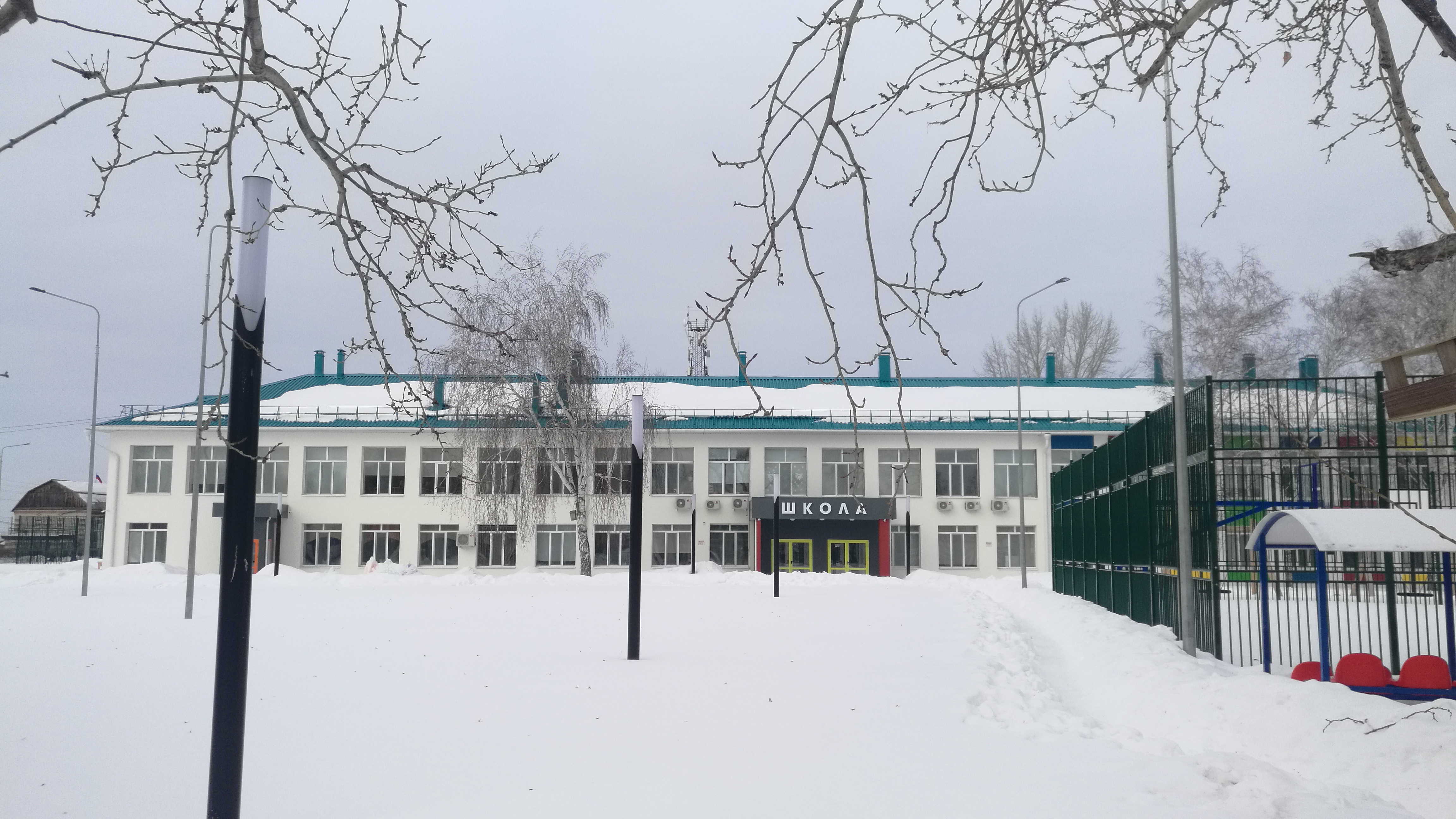
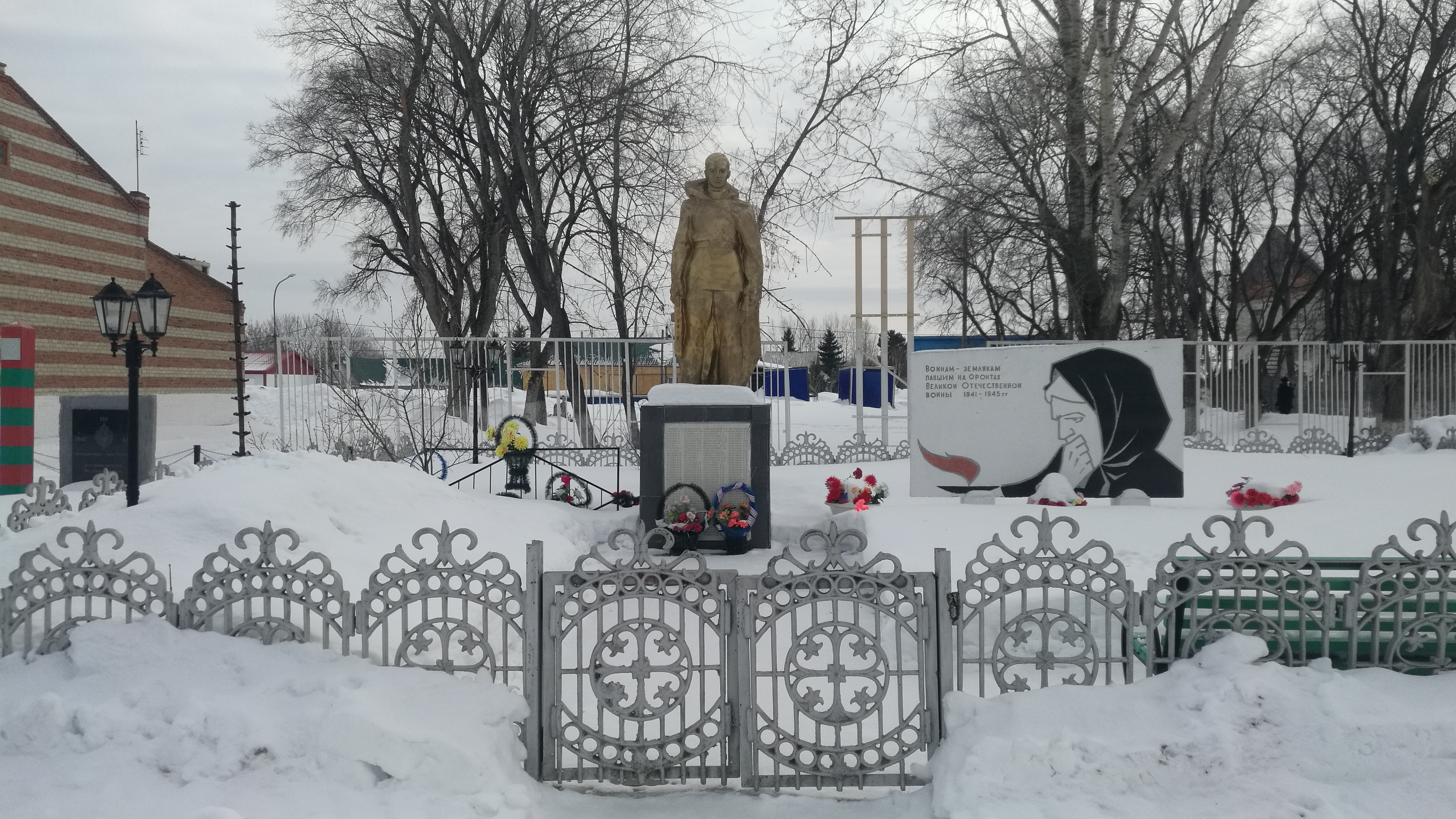
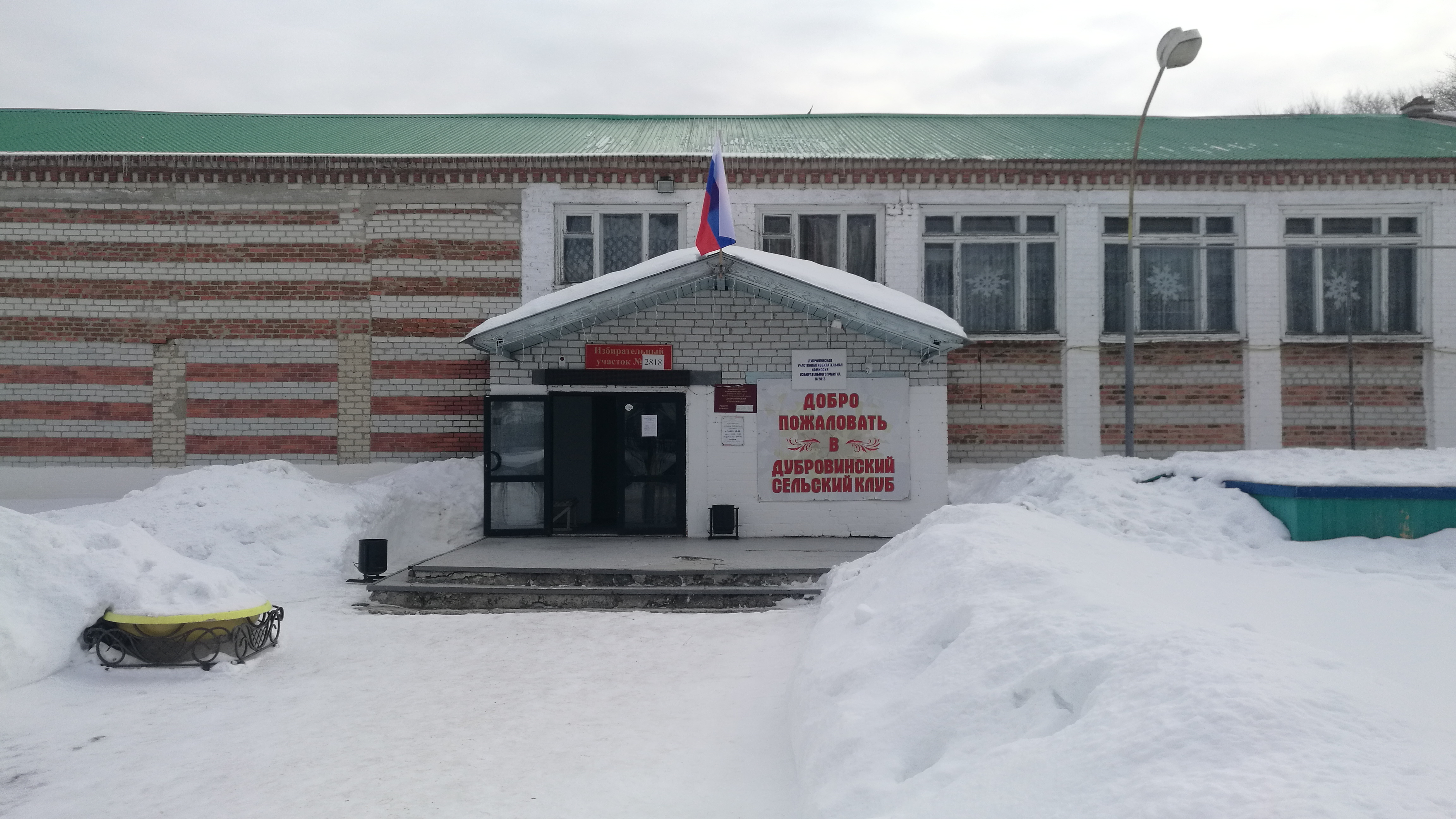
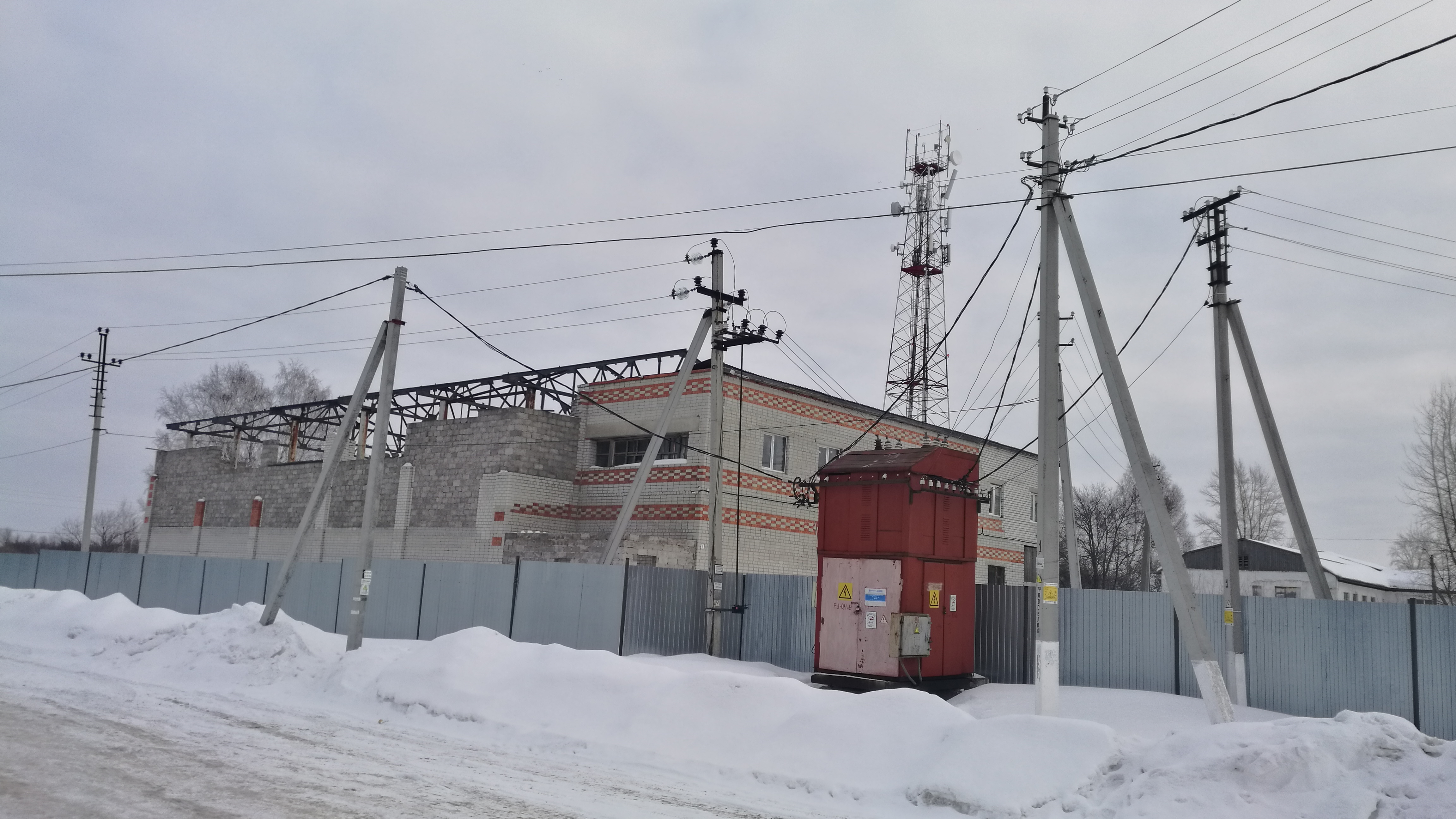
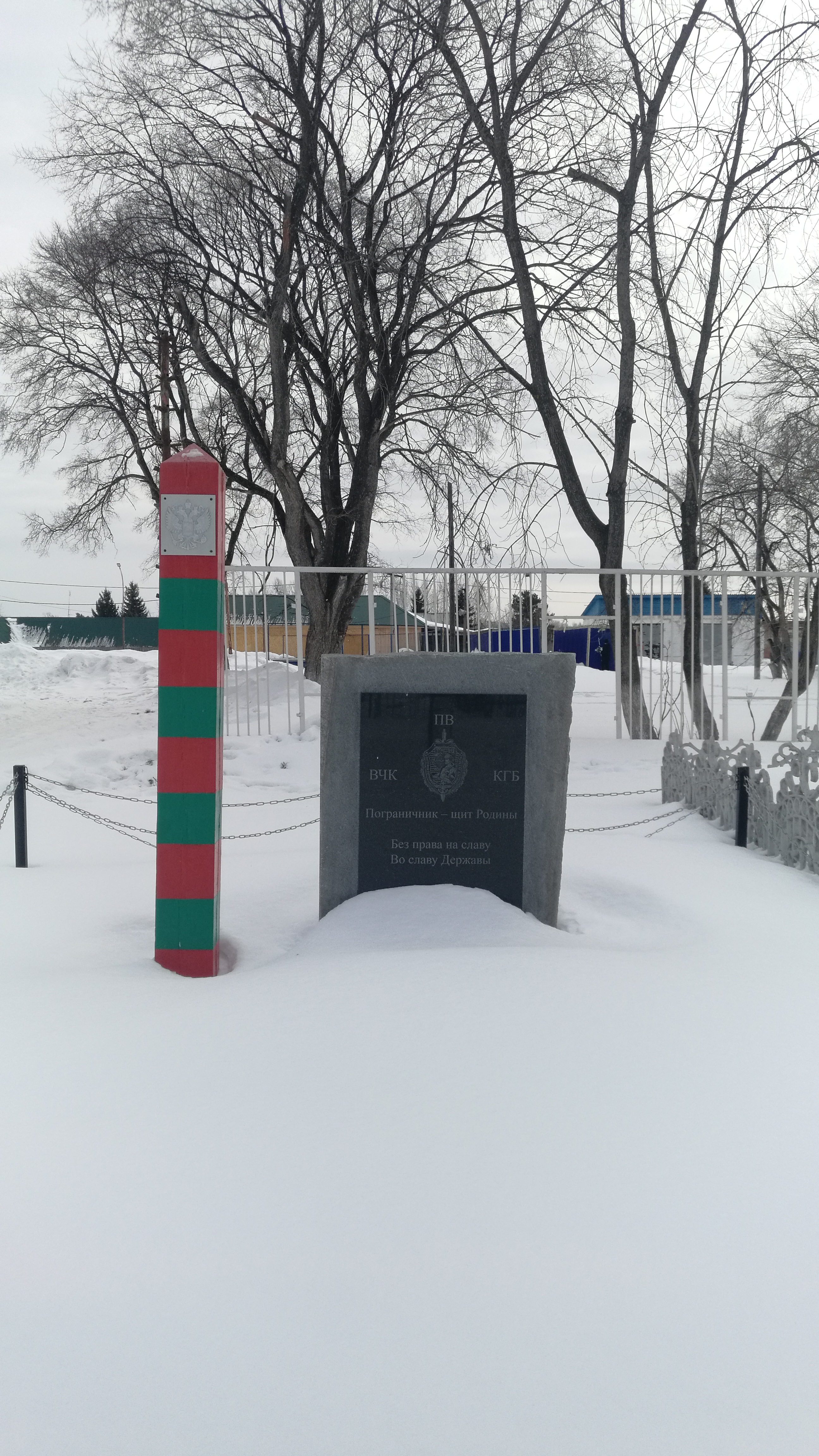